# Глебов, Георгий Ильич
Гео́ргий Ильи́ч Гле́бов (9 [22] апреля 1913 — 30 июня 2013) — участник Великой Отечественной войны, командир дивизиона 5-го гвардейского воздушно-десантного артиллерийского полка 10-й гвардейской воздушно-десантной дивизии 37-й армии Степного фронта, гвардии капитан, Герой Советского Союза (1943).

## Биография
Родился 9 (22) апреля 1913 года в городе Скопин Рязанской губернии (ныне Рязанской области) в семье крестьянина. Русский.
Окончил семь классов школы. Работал электрослесарем.
В Красной Армии с 1935 года. В 1938 окончил курсы младших лейтенантов, в 1940 — Ленинградское военное артиллерийское училище. Участвовал в Польском походе РККА и советско-финской войне 1939—1940 годов. Член ВКП(б) с 1940 года.
С началом Великой Отечественной войны — на фронте. Командир дивизиона 5-го гвардейского воздушно-десантного артиллерийского полка гвардии капитан Георгий Глебов отличился при форсировании Днепра в ночь на 1 октября 1943 года в районе с. Переволочна (ныне с. Светлогорское Кобелякского района Полтавской области). 5—13 октября его дивизион отразил 15 вражеских контратак, уничтожил 10 танков и свыше 400 солдат и офицеров врага. 14 октября при отражении танковой контратаки огнём прямой наводкой с дистанции 80—100 м уничтожил 6 танков и 2 САУ.
После войны продолжил службу в армии. В 1949 году окончил Высшую офицерскую артиллерийскую школу. С 1958 года подполковник Глебов — в запасе.
Проживал в Воронеже. Работал помощником начальника отделения Левобережного райвоенкомата.
30 июня 2013 года почётный гражданин Воронежской области, Герой Советского Союза и ветеран трёх войн Георгий Глебов скончался. Похоронен в Воронеже на Коминтерновском кладбище.

## Награды
- Звание Героя Советского Союза присвоено 20 декабря 1943 года.
- Награждён орденом Ленина, двумя орденами Красного Знамени, двумя орденами Отечественной войны 1 степени, двумя орденами Красной Звезды и медалями.
- В 2010 году Г. И. Глебову указом губернатора присвоено звание «Почётный гражданин Воронежской области»[3].

## Память
- 22 апреля 2011 года первый заместитель председателя правительства Воронежской области Владимир Попов по поручению губернатора Алексея Гордеева побывал в гостях у Георгия Ильича Глебова и поздравил его с 98-летием[4].